# UN-nummer

Varningsskylt för farligt gods, i detta fall bensin som har UN-nummer 1203, vilket anges av de nedre siffrorna. De övre siffrorna markerar farlighetsklass, i detta fall mycket brandfarligt.

UN-nummer är fyrsiffriga tal som identifierar farliga ämnen och produkter (som explosiva och giftiga material) av kommersiell vikt. Detta nummersystem används inom internationell handel, exempelvis för att beteckna innehållet i fraktcontainrar. UN-nummer tilldelas av en underavdelning till FN:s ekonomiska och sociala råd ECOSOC.
Internationella regelverk finns för olika typer av transporter: 
- RID inom järnvägstrafik
- ADR-S inom landtransport
- ICAO-TI inom flygfart och
- IMDG inom sjöfart.

En del kemiska komponenter har egna UN-nummer (till exempel akrylamid har UN2074), medan vissa grupper av kemikalier eller produkter med liknande egenskaper har ett gemensamt UN-nummer (som cigarettändaregas som har UN1057). En kemikalie i dess fasta fas kan få ett annat UN-nummer än vätskefasen om deras egenskaper skiljer sig mycket. Substanser med olika nivåer av renhet kan också få olika UN-nummer. 

## UN-nummer för några vanliga ämnen
- Ammoniak: 1005
- Bensin: 1203
- Diesel: 1202
- Etanol: 1170
- Klor: 1017
- Metanol: 1230

### Listor över UN-nummer
- Lista över UN-nummer 0001 till 0100
- Lista över UN-nummer 0101 till 0200
- Lista över UN-nummer 0201 till 0300
- Lista över UN-nummer 0301 till 0400
- Lista över UN-nummer 0401 till 0500
- Lista över UN-nummer 0501 till 0600
- Lista över UN-nummer 1001 till 1100
- Lista över UN-nummer 1101 till 1200
- Lista över UN-nummer 1201 till 1300
- Lista över UN-nummer 1301 till 1400
- Lista över UN-nummer 1401 till 1500
- Lista över UN-nummer 1501 till 1600
- Lista över UN-nummer 1601 till 1700
- Lista över UN-nummer 1701 till 1800
- Lista över UN-nummer 1801 till 1900
- Lista över UN-nummer 1901 till 2000
- Lista över UN-nummer 2001 till 2100
- Lista över UN-nummer 2101 till 2200
- Lista över UN-nummer 2201 till 2300
- Lista över UN-nummer 2301 till 2400
- Lista över UN-nummer 2401 till 2500
- Lista över UN-nummer 2501 till 2600
- Lista över UN-nummer 2601 till 2700
- Lista över UN-nummer 2701 till 2800
- Lista över UN-nummer 2801 till 2900
- Lista över UN-nummer 2901 till 3000
- Lista över UN-nummer 3001 till 3100
- Lista över UN-nummer 3101 till 3200
- Lista över UN-nummer 3201 till 3300
- Lista över UN-nummer 3301 till 3400
- Lista över UN-nummer 3401 till 3500
- Lista över UN-nummer 3501 till 3600